# Glam-rok
Glam-rok é o álbum de estréia da banda Fireflight, lançado em 2002.

## Faixas
Todas as faixas por Fireflight.
| N.º | Título                | Duração |  |
| 1.  | "Static Equilibrium"  | 3:29    |  |
| 2.  | "911"                 | 4:20    |  |
| 3.  | "Reflections"         | 4:26    |  |
| 4.  | "Look On"             | 3:24    |  |
| 5.  | "Touch the Sky"       | 5:29    |  |
| 6.  | "Reasons"             | 5:11    |  |
| 7.  | "Voluntary Blindfold" | 5:07    |  |
| 8.  | "Anthem of Youth"     | 4:24    |  |
| 9.  | "All For You"         | 4:40    |  |
| 10. | "Fill Me"             | 5:15    |  |
| 11. | "Grey"                | 7:09    |  |

## Créditos
- Dawn Richardson — Vocal
- Justin Cox — Guitarra, vocal de apoio
- Wendy Drennen — Baixo
- Phee Shorb — Bateria
- Glenn Drennen — Guitarra